# Canal Dnièper-Buh
El canal Dniéper-Buh (en rus: Днепровско-Бугский канал, Dnieprovsko-Bugski kanal; en belarús: Дняпроўска-Бугскі канал, Dniaprowska-Buhski kanal) és un curs d'aigua artificial de Belarús, que connecta el Dniéper al Buh Occidental. Amb una longitud total de 196 km entre Brest i Pinsk, permet la navegació entre el Mar Bàltic i el mar Negre.
El canal va ser excavat a 1775, durant el regnat d'Estanislau II (1764-1795), l'últim rei de la República de les Dues Nacions (Polònia-Lituània). D'entrada va rebre el nom de Kanał Królewski o canal reil en honor del rei de Polònia amb l'origen de l'obra. A més el treball es va dur a terme a partir del 1837 i es va acabar al voltant del 1846 al 1848.
La navegació al canal del Dniéper-Buh és interrompuda per una presa al riu Buh, prop de Brest, Belarús. Aquesta presa és el major obstacle per als vaixells de càrrega que naveguen a través dels cursos d'aigua poc profunds entre Europa Occidental i Ucraïna. Les vies navegables de la frontera entre Alemanya i Polònia (Varta, Noteć, Canal de Bydgoszcz, Vístula, Narew, Buh) utilitzades per arribar a les vies navegables interiors de Belarús i Ucraïna (Mukhavets, canal del Dniéper-Buh, Prípiat i Dniéper) formen una connexió contínua entre el nord-oest d'Europa i el Mar Negre.
En impedir la navegació, la presa sobre el Buh va provocar un canvi en la part més occidental del Mukhavets. Algunes rescloses foren reomplertes i el port de Brest ja no hi poden arribar vaixells provinents de l'est.
Més recentment, s'han realitzat esforços per tal de fer entrar el canal dins la Classificació IV de vies navegables d'importància internacional. El 2003, el govern de Belarús va adoptar un programa de desenvolupament de la navegació fluvial i el transport marítim de reconstruir les rescloses del Dniéper-Buh Canal per complir amb els estàndards de les vies navegables de Classificació Europea Va. D'acord amb el govern de Belarús, quatre dics, rescloses i una resclosa per a la navegació fluvial va ser reconstruïdes, la qual cosa permet el pas de vaixells de 110 m de llarg, 12 m d'ample i un calat de 2.2 m.